# Robert Mapplethorpe
Robert Mapplethorpe, ameriški fotograf, * 4. november 1946, Floral Park, New York, ZDA, † 9. marec 1989.
Znan je po svojih obsežnih serijah zelo stiliziranih črno-belih fotografij, od katerih so najbolj znani motivi: portreti, fotografije cvetja in cvetličnih tihožitij (najraje je upodabljal cvetove lilij in orhidej) ter moški akti. Mapplethorpov odkrit homoseksualni erotizem v delih iz njegovega srednjega (najuspešnejšega) obdobja je sprožil splošno obsežno polemiko o javnem financiranju umetniških del.